# Circondario di Weißeritz
Il circondario di Weißeritz (in tedesco Weißeritzkreis)  era una suddivisione amministrativa del Land Sassonia con una popolazione di 121 239 abitanti, che aveva come capoluogo Dippoldiswalde.
Il 1º agosto 2008 è stato unito al circondario della Svizzera Sassone, a formare il nuovo circondario della Svizzera Sassone-Monti Metalliferi Orientali.

## Città e comuni
(Abitanti al 31 dicembre 2006)
Città
1. Altenberg (5.890)
2. Dippoldiswalde (10.568)
3. Freital (39.114)
4. Geising (3.235)
5. Glashütte (4.513)
6. Rabenau (4.655)
7. Tharandt (5.601)
8. Wilsdruff (13.783)

Comuni
1. Bannewitz (10.779)
2. Dorfhain (1.213)
3. Hartmannsdorf-Reichenau (1.212)
4. Hermsdorf/Erzgeb. (981)
5. Höckendorf (3.085)
6. Kreischa (4.441)
7. Pretzschendorf (4.428)
8. Schmiedeberg (4.739)